# Micropoecilia
Micropoecilia ist eine Untergattung der Gattung Poecilia innerhalb der lebendgebärenden Zahnkarpfen (Poeciliinae). Von manchen Autoren wird Micropoecilia auch als Gattung geführt, der genaue Status ist umstritten.

## Merkmale
Es handelt sich um kleine, dem bekannten Guppy ähnelnde Fische. Die Tiere erreichen eine Länge zwischen 1,6 und 5 cm. Männchen besitzen eine zum Gonopodium umgebildete Afterflosse und sind auffälliger gefärbt als ihre weiblichen Artgenossen.

## Verbreitung und Lebensweise
Die Arten der Untergattung sind in Guyana, Brasilien und auf Trinidad beheimatet. Über die Lebensweise der Fische ist kaum etwas bekannt.

## Systematik
Die Untergattung bildet die Schwestergruppe der Guppys (Acanthophacelus) innerhalb der Gattung Poecilia. Nach der letzten größeren Revision der lebendgebärenden Zahnkarpfen durch P. Lucinda (2005) wurde Micropoecilia noch als Gattung geführt, aber bereits erkannt, dass es sich bei der Gattung Poecilia nicht um ein Monophylum handeln kann. Bragança, Costa und Gama (2010) beschrieben den zu Micropoecilia zu rechnenden Poecilia sarrafae, wodurch Micropoecilia zum Synonym für Poecilia wurde. 2012 folgte die Erstbeschreibung von Poecilia waiapi durch dieselben Autoren.

## Arten
- Poecilia bifurca (Eigenmann, 1909)
- Poecilia branneri Eigenmann, 1894

Synonyme: Poecilia heteristia Regan, 1909; P. minima Costa & Sarraf, 1997; P. sarrafae Bragança & Costa, 2011; P. waiapi Bragança, Costa & Gama, 2012
- Poecilia parae Eigenmann, 1894

Synonyme: Poecilia amazonica Garman, 1895; P. melanzona (Eigenmann, 1909)
- Poecilia picta Regan, 1913 (Pfauenaugenkärpfling)